# Electric Light Orchestra Live
Electric Light Orchestra Live è un album dal vivo del gruppo musicale rock britannico Electric Light Orchestra, pubblicato nel 2013.

## Tracce
1. Evil Woman – 4:28
2. Showdown – 4:09
3. Secret Messages – 4:06
4. Livin' Thing – 4:10
5. Sweet Talkin' Woman – 3:16
6. Mr. Blue Sky – 3:32
7. Can't Get It Out of My Head – 4:12
8. Twilight – 3:31
9. Confusion – 3:35
10. Don't Bring Me Down – 4:08
11. Roll Over Beethoven (Chuck Berry) – 6:26

Bonus tracks
1. Out of Luck – 2:36
2. Cold Feet – 2:18

## Formazione
- Jeff Lynne – voce, chitarre
- Richard Tandy – tastiere, sintetizzatore, vocoder
- Marc Mann – chitarre, tastiere, cori
- Matt Bissonette – basso, cori
- Gregg Bissonette – batteria, cori
- Peggy Baldwin – violoncello
- Sarah O'Brien – violoncello
- Rosie Vela – cori